# 元順 (東阿県公)
元 順（げん じゅん、487年  - 528年）は、北魏の皇族。字は子和。

## 経歴
任城王元澄の長男として生まれた。9歳のときに楽安の陳豊に師事し、王義の『小学篇』数千言を書き写して、昼夜にこれを読んで半月で覚えてしまった。16歳で杜預『春秋経伝集解』に通じ、門生を集めて、異同を討論した。交友を楽しみ、古典の読書を愛し、飲酒を好み、鼓や琴の演奏を理解し、詩賦を詠むことができた。
給事中を初任とした。ときの尚書令の高肇の前で高辞を吐き、傲然とした態度を取ったため、父の怒りを買って、数十回も鞭打たれた。後に中書侍郎に転じ、まもなく太常少卿となった。519年（神亀2年）、父が死去すると、辞職して喪に服した。哭泣のあまり喀血し、髪の色が抜けて白くなった。服喪の期間が過ぎても、生活をもとに戻さなかったため、孝思の極致と当時に噂された。
まもなく給事黄門侍郎に任じられた。権臣の元叉におもねらなかったために敬遠され、524年（正光5年）に平北将軍・恒州刺史として出向させられた。まもなく安東将軍・斉州刺史に転じた。元順は才能を自負していたため、鬱々として楽しまず、酒びたりになって州の行政を見ようとしなかった。525年（孝昌元年）、元叉の軍権が剥奪されると、元順は洛陽に召還されて、給事黄門侍郎となった。まもなく殿中尚書を兼ね、侍中に転じた。
就徳興が営州で反乱を起こし、尚書の盧同が討伐におもむいたが、大敗して軍を返した。敗戦の罪を鳴らす穆紹に対して、元順は盧同の無罪を主張した。また霊太后の奢侈を諫めて、太后は外出を控えるようになった。
このころ広陽王元淵が城陽王元徽の妻の于氏と通姦する事件があり、二王の間は険悪になっていた。元淵は定州から召還されて吏部尚書として入朝し、元順が詔書を作って、その優美を褒め称えた。元徽は元順が元淵の取り巻きになってしまったものと考え、徐紇とともに霊太后に訴え、元順を護軍将軍・太常卿として出させた。元順は西遊園で霊太后に面会すると、そばに立つ元徽や徐紇を指弾した。526年（孝昌2年）、東阿県開国公に封じられた。
後に吏部尚書に任じられ、尚書右僕射を兼ねた。さらに征南将軍・右光禄大夫の位を受け、尚書左僕射を兼ねた。528年（建義元年）4月、河陰の変が起こると、陵戸の鮮于康奴に殺害された。享年は42。驃騎大将軍・尚書令・司徒公・定州刺史の位を追贈された。諡は文烈といった。元順は生前に『帝録』20巻を編纂し、詩・賦・表・頌数十篇を残したが、その多くは失われた。
長男の元朗は、父の敵の鮮于康奴を斬って、その首級を父の墓に備えた。書記の職を歴任し、司徒属となった。東魏の天平年間に奴に殺害された。

## 伝記資料
- 『魏書』巻19中 列伝第7中
- 『北史』巻18 列伝第6
- 魏故侍中驃騎大将軍司徒公領尚書令定州刺史東阿県開国公元公墓誌銘（元順墓誌）